# Ceratinopsis fako
Ceratinopsis fako är en spindelart som beskrevs av Robert Bosmans och Rudy Jocqué 1983. Ceratinopsis fako ingår i släktet Ceratinopsis och familjen täckvävarspindlar.
Artens utbredningsområde är Kamerun. Inga underarter finns listade i Catalogue of Life.